# Aare Pilv

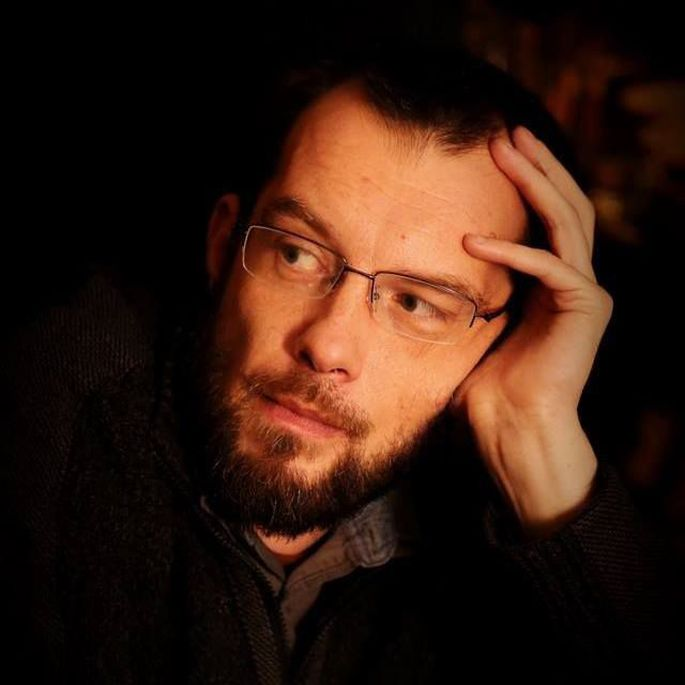
Aare Pilv (2016)

Aare Pilv (* 15. April 1976 in Viljandi) ist ein estnischer Schriftsteller und Literaturwissenschaftler.

## Leben
Aare Pilv ging von 1983 bis 1994 in Viljandi zur Schule und studierte danach Estnische Philologie an der Universität Tartu. Nach seinem Abschluss (1999) setzte er seine Studien fort und ist derzeit Doktorand an der Universität Tartu. Gleichzeitig ist er angestellt am literaturwissenschaftlichen Forschungsinstitut der Estnischen Akademie der Wissenschaften.
Er war eines der auffälligsten Mitglieder der 1996 ins Leben gerufenen literarischen Gruppierung Erakkond und ist seit 1998 Mitglied des Estnischen Schriftstellerverbandes.

## Werk
Aare Pilvs erste Texte erschienen 1993 in Zeitungen, sein erstes Buch 1995. Die Kritik sah in Pilvs Texten einerseits die „sehr bewusste Reserviertheit eines Ästheten“, andererseits aber auch den deutlich erkennbaren Postmodernisten. Zumal Pilv auch Literaturwissenschaftler ist, bewegt sich seine Lyrik „viel eher auf der philosophischen als auf der Gefühlsebene.“
Bei einem der folgenden Gedichtbände von Pilv, die regelmäßig in den führenden Literaturzeitschriften Looming und Vikerkaar rezensiert wurden, stellte ein Kritiker fest, dass Pilvs Dichtung „immer zwischen der Lyrik und der prosaischen Kurzform balanciert“ sei, und erhoffte sich ein baldiges Prosadebüt. Das erfolgte teilweise bereits in seinem nächsten Buch, endgültig aber 2010 mit seinem autobiographischen Reisebuch Ramadan, das hauptsächlich in Italien entstanden ist. Es wurde von der Kritik sehr positiv aufgenommen und beispielsweise mit Viivi Luiks im gleichen Jahr erschienenen Buch über ihre Zeit in Italien verglichen.
Eine Auswahl von Aare Pilv's Gedichten wurde von Peeter Puide ins Schwedische übersetzt (2004). Pilv übersetzt auch aus dem Russischen.

## Auszeichnungen
- 2006 Preis des Estnischen Kulturkapitals, Sparte Literaturkritik.

## Bibliographie
- Üle. Tekste 1993-1995 ('Über. Texte 1993–1995'). Viljandi: A. Pilv 1996. 45 S.
- Päike ehk päike ('Sonne beziehungsweise Sonne'). s. l.: Erakkond, sub sole 1998, 92 S.
- Tema nimi on kohus ('Sein Name ist Pflicht'). s. l.: Erakkond 1999. 95 S.
- Nägemist ('Wiedersehen'). Tallinn: Tuum 2002. 87 S.
- Näoline ('Aussehend'). Tallinn: Tuum 2007. 110 S.
- Ramadaan ('Ramadan'). Tallinn: Tuum 2010. 443 S.

## Sekundärliteratur
- Aivo Lõhmus: Verbascum Thapsus, in: Looming 6/1999, S. 91–933.
- Aare Pilv / Sven Vabar: Pilvest välja, in: Looming 10/2002, S. 1568–1577.
- Jürgen Rooste: Meditatsioon mateeriaga ehk Prosaist Pilv petab meid rämedalt, in: Vikerkaar 1–2/2008, S. 182–185.
- Daniele Monticelli: „Peasiseses Itaalias“ kirjutatud raamat, in: Vikerkaar 3/2011, S. 104–109.